# Holotrichia rugaticollis
Holotrichia rugaticollis är en skalbaggsart som beskrevs av Moser 1913. Holotrichia rugaticollis ingår i släktet Holotrichia och familjen Melolonthidae. Inga underarter finns listade i Catalogue of Life.